# گریمی لومباردی
گریمی لومباردی (انگلیسی: Geremy Lombardi؛ زادهٔ ۴ آوریل ۱۹۹۶) بازیکن فوتبال اهل ایتالیا است.
از باشگاه‌هایی که در آن بازی کرده‌است می‌توان به باشگاه فوتبال اینتر میلان، باشگاه فوتبال پارما، و باشگاه فوتبال مونتسا اشاره کرد.
وی همچنین در تیم‌های ملی فوتبال جمهوری دومینیکن بازی کرده‌است.